# Юхины
Юхины (лат. Yuhina) — род воробьиных птиц из семейства белоглазковых (Zosteropidae). Естественная среда обитания — равнинные и горные влажные леса умеренной, тропической и субтропической зон Юго-Восточной Азии.

## Классификация
Международный союз орнитологов относит к роду 7 видов:
- Yuhina bakeri Rothschild, 1926 — Красноголовая юхина, обитает в Бангладеш, Бутане, Китае, Индии, Мьянме и Непале[3].
- Yuhina brunneiceps Ogilvie-Grant, 1906 — Буроголовая юхина, эндемик острова Тайвань[4].
- Yuhina flavicollis Hodgson, 1836 — Желтозатылочная юхина, обитает на Индийском субконтиненте и в Юго-Восточной Азии[5].
- Yuhina gularis Hodgson, 1836 — Пестрогорлая юхина, живёт в Бутане, Индии, Китае, Лаосе, Мьянме, Непале и Вьетнаме[6].
- Yuhina humilis (Hume, 1877) — обитает в Мьянме и Таиланде[7].
- Yuhina nigrimenta Blyth, 1845 — Синичья юхина, распространена в Бангладеш, Бутане, Камбодже, Китае, Индии, Лаосе, Мьянме, Непале и Вьетнаме[8].
- Yuhina occipitalis Hodgson, 1836 — Рыжебрюхая юхина, живёт в Бутане, Китае, Индии, Мьянме и Непале[9].